# 中央 (伊丹市)
中央（ちゅうおう）は、兵庫県伊丹市の町名。現行の行政地名は中央一丁目から中央六丁目。住居表示実施済み区域。2011年（平成23年）10月1日現在の人口は2,793人。郵便番号664-0851。

## 地理
その名の通り、伊丹市の中央部に当たる地域。北を宮ノ前、東を伊丹、南東を南本町、南を平松、南西の一点を梅ノ木、西を西台、北西を船原と接する。
阪急伊丹駅とJR伊丹駅を繋ぐ県道189号線沿いに金融機関が多く立地している。町内の全域が伊丹市立伊丹小学校および北中学校の校区に属する。

## 歴史

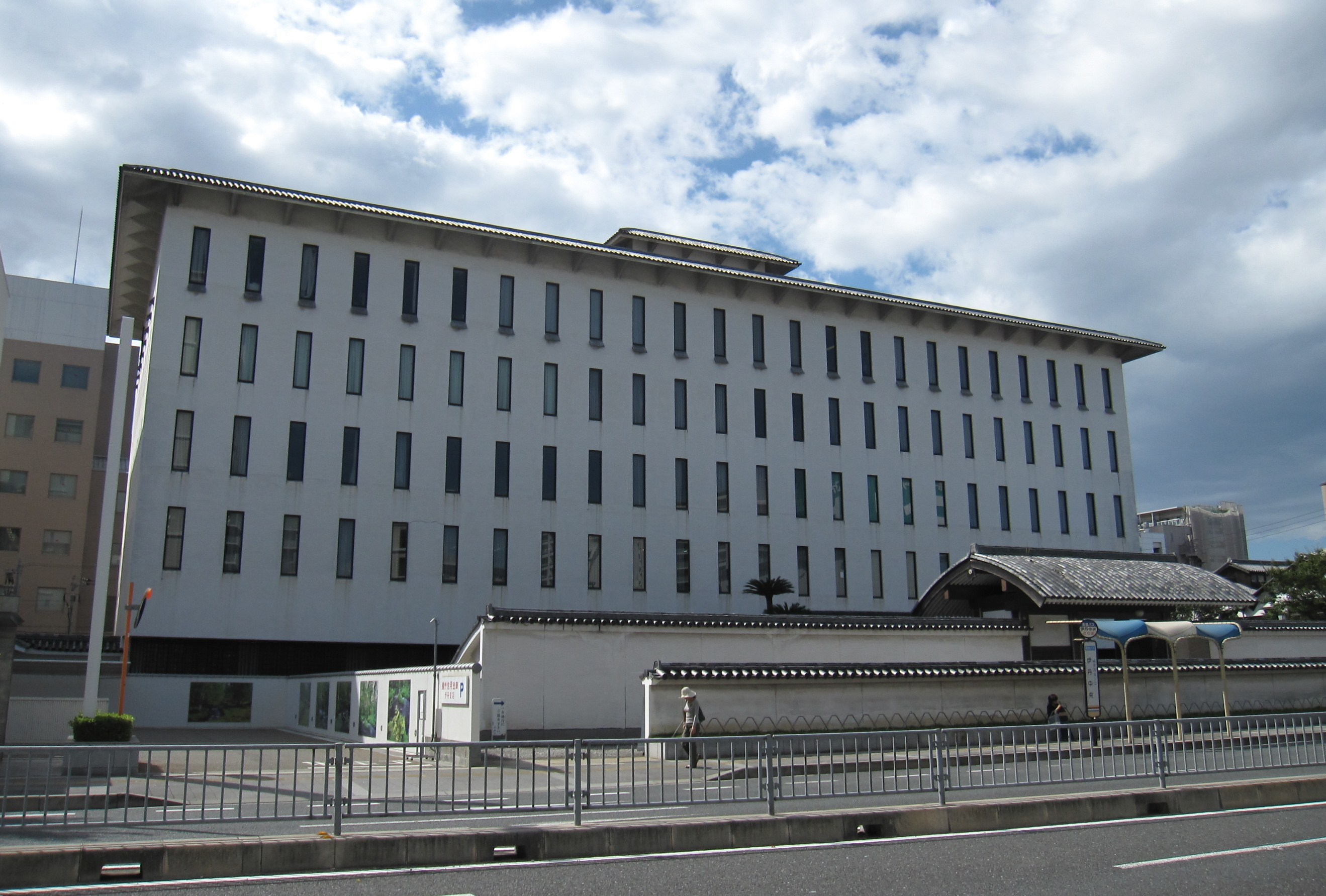
小西酒造旧本社（2013年解体）

旧川辺郡伊丹町伊丹の中央部。その名が示す通り伊丹市、ひいては旧摂津国のほぼ中央に位置し、江戸時代に酒造業で繁栄した伊丹郷町の中心部だった地域である。1871年（明治4年）には旧小字中ノ町に川辺郡役所が置かれ、1926年（大正15年）の郡制廃止まで川辺郡の中心街としての地位を占めていた。
また、現在はSRビル伊丹が建つ旧小字紺屋町の中央3丁目1番地17号はかつて近衛家の会所が置かれていた場所で、1889年（明治22年）の町村制施行に際してはこの会所が伊丹町役場に転用された。旧会所は1940年（昭和15年）に伊丹町と稲野村が合併して伊丹市となった後もそのまま伊丹市役所として使われていたが、1954年（昭和29年）に発生した火災で焼失している。翌1955年（昭和30年）には鉄筋コンクリート3階建ての2代目庁舎が同じ場所に建設され、1972年（昭和47年）に千僧の3代目（現行）庁舎が完成・移転するまで使用された。
1976年（昭和51年）、住居表示を実施して中央1〜6丁目となる。
3丁目の県道13号線沿いにはかつて小西酒造本社があり、この地域におけるランドマーク的な役割を果たしていたが2013年（平成25年）に東有岡の工場敷地内へ移転したことに伴い旧本社棟は解体されている。

## 交通
1920年（大正9年）に阪急伊丹線が開業した当初は現在の中央4丁目に伊丹駅が置かれたが、1968年（昭和43年）に高架化された際に150メートル北西（現在地よりやや北寄り）へ移転した。
町内を横断する県道189号線は阪急伊丹駅とJR伊丹駅の中間に位置し、両駅とも徒歩圏内で利用可能である。路線バスの停留所は県道13号線沿いの小西酒造本社跡地前にある伊丹中央（伊丹市バス・阪急バス）や県道189号線に面した伊丹シティホテル前（同）などの停留所が置かれているが、大阪国際空港や伊丹市内の他地域、宝塚方面への移動は徒歩圏内の阪急伊丹駅前バスターミナルを使用する方が利便性が高い。

## 施設

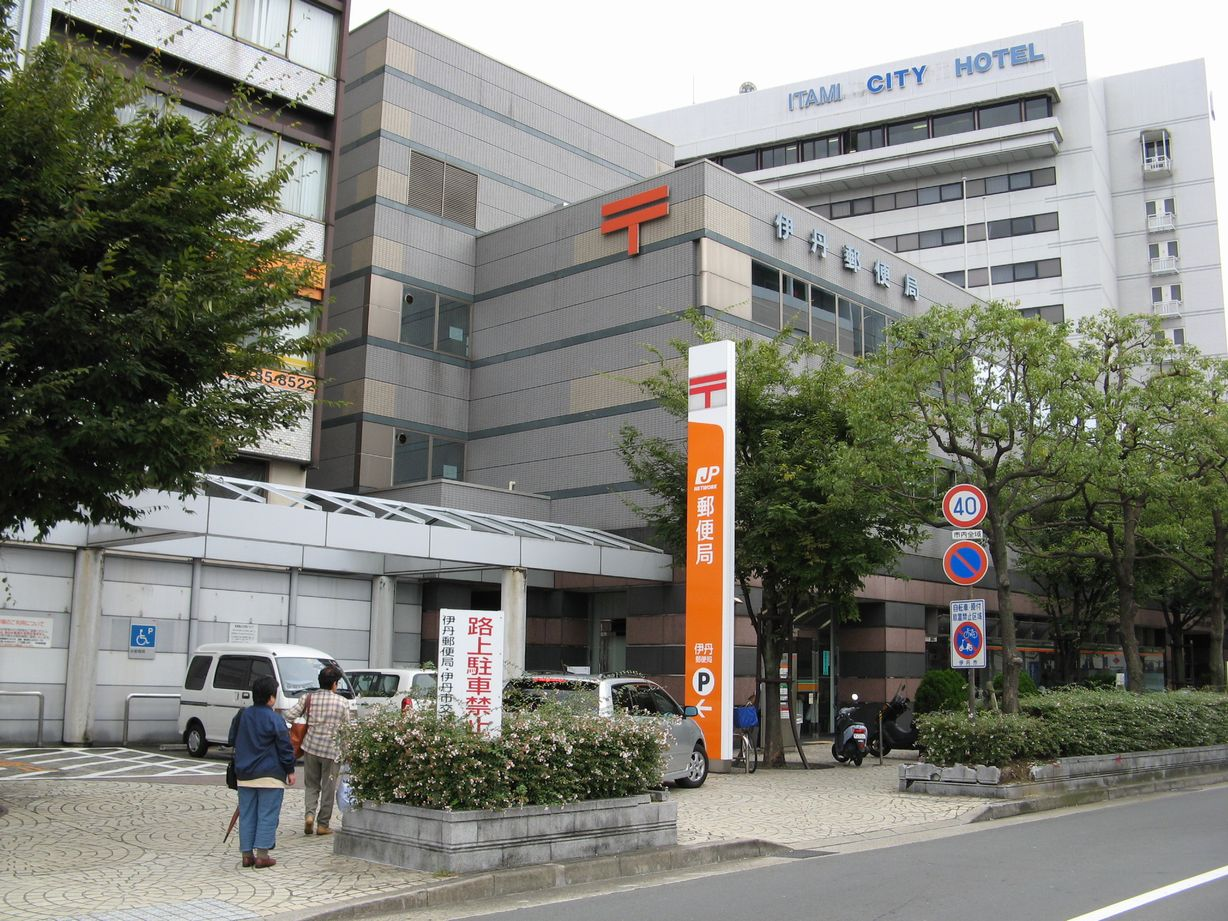
伊丹郵便局。右後方は伊丹シティホテル（6丁目）

- 伊丹郵便局
- 伊丹シティホテル

1987年（昭和62年）に伊丹第一ホテルとして開業。第一ホテルの会社更生法適用に伴い2002年（平成16年）にフランチャイジーを離脱し、現在の名称へ変更された。
- ブルワリーミュージアム - 小西酒造の企業博物館
  - 白雪ブルワリービレッジ長寿蔵
- 三軒寺前広場
- 月影幼稚園
- 有料老人ホームやすらぎの館

### 企業
- 伊丹産業本社

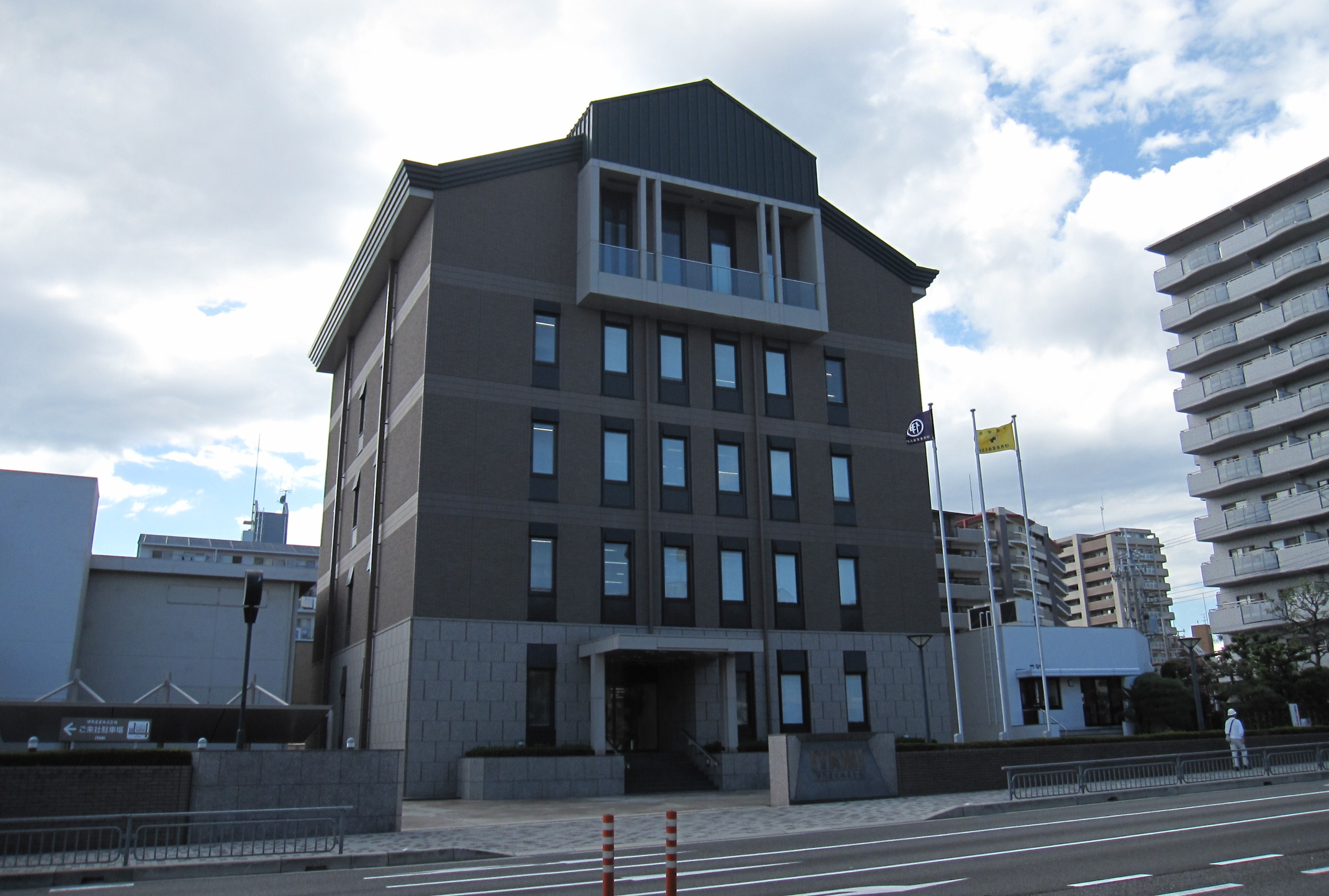
伊丹産業本社（5丁目）

- 関西スーパーマーケット本社（中央店と同住所）

### 金融機関
- 三井住友銀行伊丹支店
  - SMBC日興証券伊丹支店
- りそな銀行伊丹支店
- 播州信用金庫伊丹支店
- 京都銀行伊丹支店 - 伊丹2丁目。

過去にはみなと銀行の前身行である阪神銀行とみどり銀行（旧兵庫銀行）の支店も町内に置かれていたが、合併後に阪急伊丹駅ビル1階（旧さくら銀行伊丹支店所在地）へ移転した。

### 商業施設
- 伊丹ショッピングデパート
  - 関西スーパー駅前店
  - TSUTAYA阪急伊丹駅前店
- サンロード商店街（Viva伊丹商店街）
  - 関西スーパー中央店
  - エース・ブルドッグ新鮮館

### 宗教施設

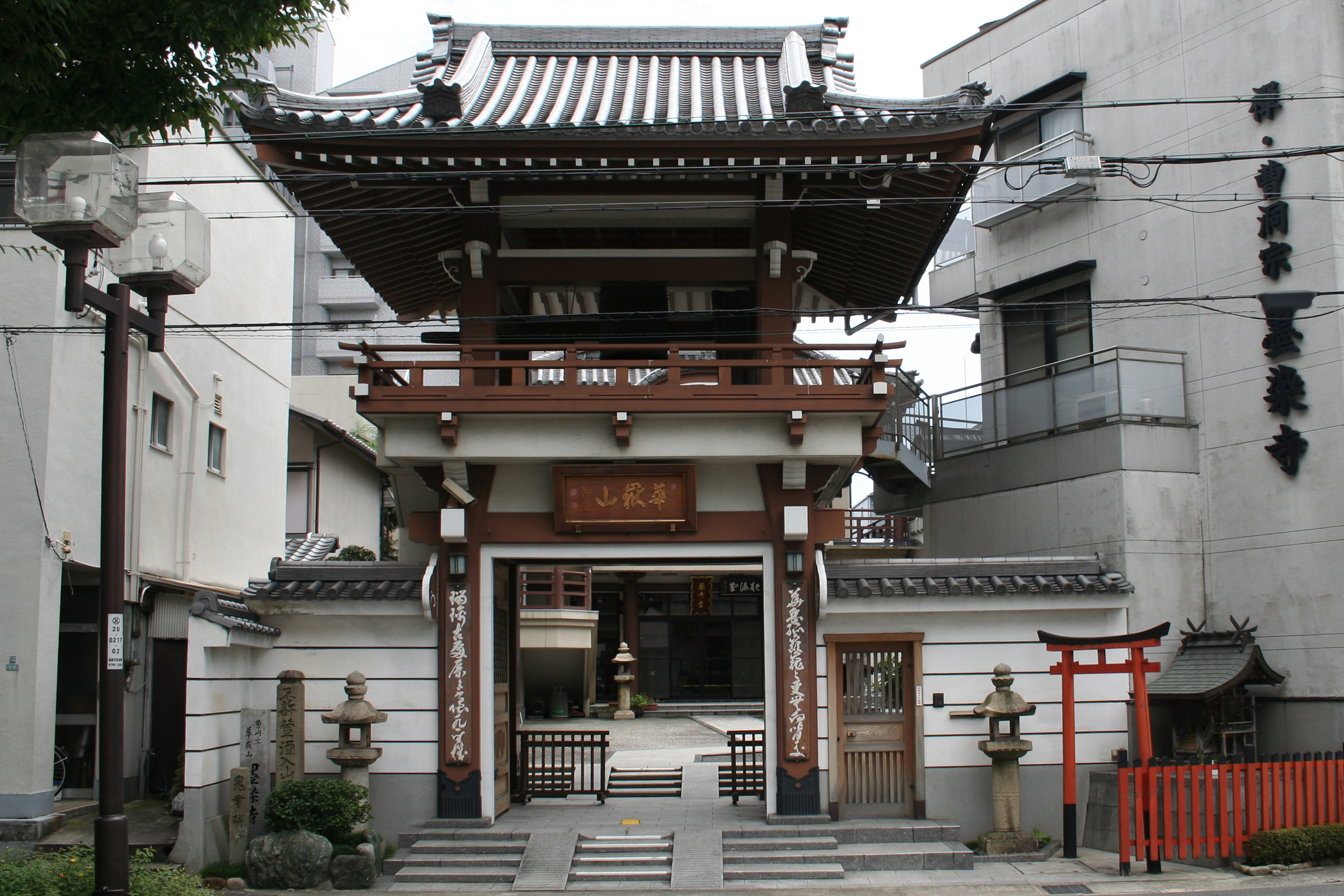
墨染寺（6丁目）

- 法巌寺
- 正善寺
- 大蓮寺
- 墨染寺

境内に上島鬼貫墓所がある。
- 金光教伊丹教会

### その他
- 全日本なぎなた連盟本部

2013年1月までは小西酒造旧本社内に事務局を置いていた。
- 西の町児童遊園

園内に佐藤惣之助「水を歩みて」の文学碑がある。
- 旧伊丹町道路元標（タリーズコーヒー伊丹店前）